# Hoplophorella tuberculosissima
Hoplophorella tuberculosissima är en kvalsterart som först beskrevs av Sandór Mahunka 1978.  Hoplophorella tuberculosissima ingår i släktet Hoplophorella och familjen Phthiracaridae. Inga underarter finns listade i Catalogue of Life.